# 小行星8921
小行星8921（英語：8921）是一颗围绕太阳公转的小行星。1996年11月7日，上田清二、金田宏在钏路市发现了此天体。
这颗小行星的绝对星等为72.34326605392528等。